# Giuseppe Poniatowski
Józef Michał Poniatowski, príncep de Monterotondo, escut de Ciołek (Roma (Laci, Itàlia), 21 de febrer, 1816 - Londres (Regne Unit), 3 de juliol, 1873), fou un compositor, cantant (tenor) i diplomàtic polonès.

## Biografia
Józef Michał Poniatowski era fill de Stanisław Poniatowski, cosí del príncep Józef Antoni Poniatowski, i de Kasandra Luca.
Va estudiar a Florència, i des de petit es va interessar per la música i el cant, i tenia una excel·lent veu de tenor. Va ser naturalitzat a la Toscana i elevat a la dignitat de duc de Monterotondo pel gran duc Leopold II; el 1850 va rebre el títol de príncep austríac. Durant la Primavera de les Nacions (Revolució de 1848) va ser elegit dues vegades a la Cambra de Diputats a Florència. Des de desembre de 1849 esdevingué ambaixador de la Toscana a Brussel·les i, entre 1850 i 1853, a Londres. En 1854 va renunciar a la seva missió diplomàtica en favor del ducat de Toscana, s'instal·là a París, rebé la dignitat de senador francès de Napoleó III i esdevingué ciutadà francès. Durant els anys 1871–1873 va ser company a l'exili de Napoleó III a Anglaterra.
Estava casat amb Matilda Perotti. El seu fill era Stanisław August Poniatowski, la seva filla Izabela es va casar amb un noble florentí, di Ricci; la seva filla Anna Maria es va casar amb Aleksander Colonna-Walewski.
Va ser enterrat al cementiri de l'església catòlica de Santa Maria a Chislehurst (des de 1965 dins del límit de Londres).
Va compondre òperes a l'estil de Rossini.

## Òperes
És autor de 9 òperes italianes i 3 franceses. Només una de les seves òperes es va representar a la Polònia del segle XIX.
- Giovanni da Procida (1840, Lucca),
- Don Desiderio (1840 Pisa, 1878 Teatre Municipal de Lviv en polonès),
- Ruy-Blas (1843, Lucca)
- Bonifazio de' Geremei (1843, Roma)
- El camí d'Abido (1846, Venècia)
- Malek Adhel (1846, Gènova)
- Esmeralda (1847, Florència)
- Pierre de Médicis (1860, París)
- A través del mur (1861, París)
- L'Aventurier (1865, París)
- La Contessina (1868, París)
- Gelmina (1872, Londres)

## Títols i honors
Donat, entre d'altres, per Leopold II, Gran Duc de Toscana:
- El duc de Monterotondo (1848)
- Coronel honorari de la Guàrdia Municipal de Florència del Gran Ducat de Toscana (1849)
- Gran Oficial de l'Ordre de la Legió d'Honor (1851)
- Camberlà del Gran Ducat de Toscana (1852)
- Creu de Comandant de l'Orde de St. Josep (1854)
- Orde de Sant Esteve Papa i Màrtir (1855)

## Discografia
- Pierre de Médicis: Pierre De Médicis: Xu Chang – tenor, Laura Salviati: Aleksandra Buczek – soprano, Julien de Médicis: Florian Sempey – baríton, Fra Antonio: Yasushi Hirano – baix, Paolo Monti: Juraj Hollý – tenor, Henrietta: Jadwiga Postrożna – mezzosoprano, Karol Szyirmanowski Philharmonic Karol Szymanowski a Cracòvia, Teresa Majka-Pacanek – preparació del cor, Orquestra del Festival de Cracòvia, Massimiliano Caldi – director; ed. Polish Music Association, enregistrat durant el 7è Festival de Música Polonesa (2011) a Cracòvia
- Don Desiderio: Don Desiderio: Stanislav Kuflyuk – baríton, Angiolina: Joanna Woś – soprano, Federico: Ondrej Šaling – tenor, Don Curzio: Krzysztof Szumański – baríton, Plàcida: Vera Baniewicz – mezzosoprano, Matteo: Sebastian Szumski – bassònim, Parcs I Orquestra uventus, Cor Filharmònica Karol Szymanowski. Karol Szymanowski a Cracòvia, Teresa Majka-Pacanek – mestre de cor, Krzysztof Słowiński – director; ed. Associació de Música Polonesa i Agència Ars Operae, gravat durant el 12è Festival de Música Polonesa (2016) a Cracòvia